# Description d’Ukranie
Description d’Ukranie est un ouvrage documentaire de Guillaume Levasseur de Beauplan sur l'Ukraine paru en 1650. Sans être d'une grande précision scientifique, ce rapport de séjour brosse un tableau de l'Ukraine juste avant son basculement sous la sphère russe, et en utilisant le nom moderne d'« Ukranie » qui s'imposait dans l'usage local mais inconnu du public français qui utilisait le terme de Ruthénie. Il est donc d'un grand intérêt dans l'historiographie ukrainienne.

## Contenu
La description géographique est assez précise, - Beauplan est cartographe -, et suit globalement un itinéraire qui va de Kiev à la Crimée en s'attardant sur le Dniepr. Elle finit par la description de la cour polonaise.
L'histoire des institutions, cosaque, tatare, polonaise, est également abordée, et démontre le rôle central de la cosaquerie dans la société ukrainienne du XVIIe siècle.
Enfin de multiples notations ethnographiques et culturelles émaillent l'ouvrage, dans un style truffé de normandismes pour lequel il présente ses excuses en terminant son ouvrage : « Vous excuserez facilement mon peu de disposition à escrire plus poliement que j’ay estimé indécent à un cavalier qui a employé toute sa vie à faire remuer la terre, fondre des canons et péter le salpestre. »
Les chapitres abordent successivement :
- la ville de Kiev
- les Cosaques: leur organisation, leurs métiers et leurs tactiques.
- les rapports entre noblesse et paysannerie, avec l'exploitation de cette dernière.
- la théorie (erronée) de la submersion antique des plaines ukrainiennes.
- le monastère de la Laure des grottes de Kiev

Puis en abordant le Dniepr (encore appelé Borysthène) :
- les villes, campagnes et places fortifiées le long du fleuve, dans une liste détaillée.
- les raids de Tatars et la description de la Crimée.
- les élections de l'"hetman" cosaque, les expéditions maritimes, la propension à la révolte des Cosaques.

Suit une partie plus ethnographique :
- les mariages ukrainiens.
- Pâques.
- les divers fléaux naturels, notamment les nuages de sauterelles.
- la faune et le climat, avec le danger permanent de perdre l'usage de ses membres à cause des températures glaciales.

Enfin la cour polonaise :
- les restrictions du pouvoir du roi, élu.
- la noblesse polonaise, avec l'égalitarisme propre à sa caste, et sa propension à la bonne chère.

## Éditions
- 1650 Description d’Ukranie qui sont plusieurs provinces du royaume de Pologne contenues depuis les confins de la Moscouie, jusques aux limites de la Transilvanie, ensemble leurs mœurs, façons de vivre et de faire la guerre. La première édition de cet ouvrage, parue en 1650, ne fut tirée qu’à une centaine d’exemplaires.
- 1660 Description d’Ukranie, qui sont plusieurs provinces du royaume de Pologne, contenues depuis les confins de la Moscovie, jusques aux limites de la Transylvanie ; ensemble leurs mœurs, façons de vivre et de faire la guerre, par le sieur de Beauplan, in-4° de 112 pages, paru à Rouen, chez Jacques Cailloué, en 1660 lui valut la célébrité[1]. Cette même édition reparut en 1661 avec un nouveau frontispice, à Paris, chez Simon le Sourd. Cet ouvrage, orné de figures, eut beaucoup de succès, et fut traduit en plusieurs langues, notamment en anglais et en allemand[2].
  - Johann Wilhelm Möller en publia une nouvelle traduction en allemand, Breslau, W.G. Korn, 1780, in-8° de 236 pages. Cette traduction n’a pas de carte, et n’a conservé que deux figures de celles de l’original ; mais elle est augmentée du Journal du voyage du prince Maximilien-Emmanuel de Wurtemberg de Johann Wendelin Bardili. Dubois en a donné, dans son Histoire littéraire de Pologne (Berlin, Decker, 1778), un extrait fort étendu.
    - latin. Mitzler de Kolof en inséra aussi une traduction latine dans sa collection.

  - 1985. Description d'Ukranie. Réédition en fac-similé de l'édition de 1660, avec une introduction de Christian Nicaise. Rouen, L'Instant perpétuel, 1985.
  - 2002. Description d'Ukranie, réédition de l'édition de 1660 avec introduction et notes de Iaroslav Lebedynsky, L'Harmattan, 2002.
  - Nombreuses traductions en ukrainien.